# Отрубнево (Кимрский район)
Отрубнево — деревня в Кимрском районе Тверской области, входит в состав Центрального сельского поселения.

## География
Деревня находится на берегу реки Шибловка в 11 км на север от райцентра города Кимры, в 0,5 км расположен погост Пухлима-Отрубнево.

## История

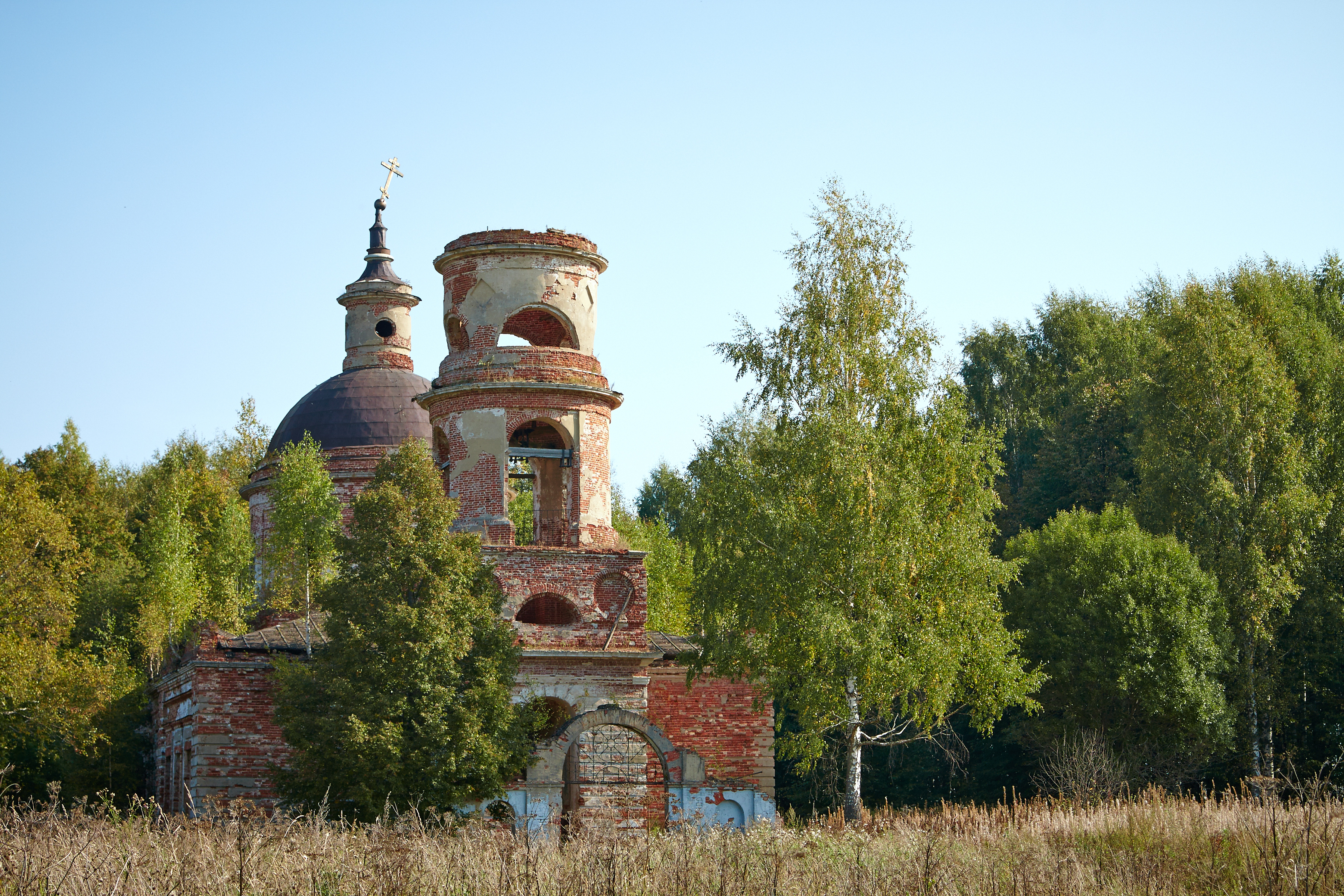
Церковь Николая Чудотворца на погосте Пухлима. 2018 год

В 1825 году погосте Пухлима-Отрубнево близ деревни была построена каменная Никольская церковь с 3 престолами, метрические книги с 1780 года. 
В конце XIX — начале XX века Отрубнево входило в состав Ильинской волости Корчевского уезда Тверской губернии. 
С 1929 года деревня входила в состав Шевелевского сельсовета Кимрского района Кимрского округа Московской области, с 1935 года — в составе Калининской области, с 1994 года — в составе Центрального сельского округа, с 2005 года — в составе Центрального сельского поселения.

## Население
| 1859 | 2002 | 2010 |
| ---- | ---- | ---- |
| 14   | ↘0   | →0   |

## Достопримечательности
На погосте Пухлима близ деревни расположена недействующая Церковь Николая Чудотворца (1825).